# Uriah Heep
Uriah Heep és una banda de rock anglesa que es formà a Londres l'any 1969. El grup de músics habituals l'integraven el guitarrista Mick Box, el teclista Phil Lanzon, el vocalista Bernie Shaw, el bateria Russell Gilbrook i el baixista Dave Rimmer. La banda va formar part de l'escena del rock a l'inici de la década de 1970 i van ser pioners principals dels gèneres rock dur, heavy metal i rock progressiu.
La banda ha venut més de 40 milions d'àlbums a tot el món. Les seves cançons més conegudes són "Lady In Black", "Gypsy", "Easy Livin'", "The Wizard", "Sweet Lorraine" i "Stealin'". També han mantingut un bon nombre de seguidors avctuant en sales i concerts als Balcans, Alemanya, Japó, Holanda, Rússia i Escandinàvia.
Uriah Heep ha publicat vint-i-cinc àlbums d'estudi amb material original, vint àlbums enregistrats en directe i quaranta-un àlbums recopilatoris (inclosos dos àlbums de grans èxits). Tretze dels àlbums d'estudi de la banda han arribat a la llista d'àlbums del Regne Unit, com "Return to Fantasy" que va arribar al número 7 el 1975, mentre que dels quinze àlbums de Billboard 200 d'Uriah Heep, "Demons and Wizards" va ser el més reeixit arribant al número 23 el 1972. Al final de la dècada de 1970 la banda va tenir un gran èxit a Alemanya amb el senzill "Lady in Black".
Hi ha hagut molts canvis en la composició de músics del grup durant 56 anys de carrera, restant Box com l'únic membre original. Altres membres de la banda han estat els vocalistes David Byron, John Lawton, John Sloman i Peter Goalby; els baixistes Paul Newton, Mark Clarke, Gary Thain, John Wetton, Trevor Bolder i Bob Daisley; els bateria Alex Napier, Nigel Olsson, Keith Baker, Iain Clark, Lee Kerslake i Chris Slade; i els teclistas Ken Hensley, Gregg Dechert i John Sinclair.